# Kreuzstadl Rechnitz

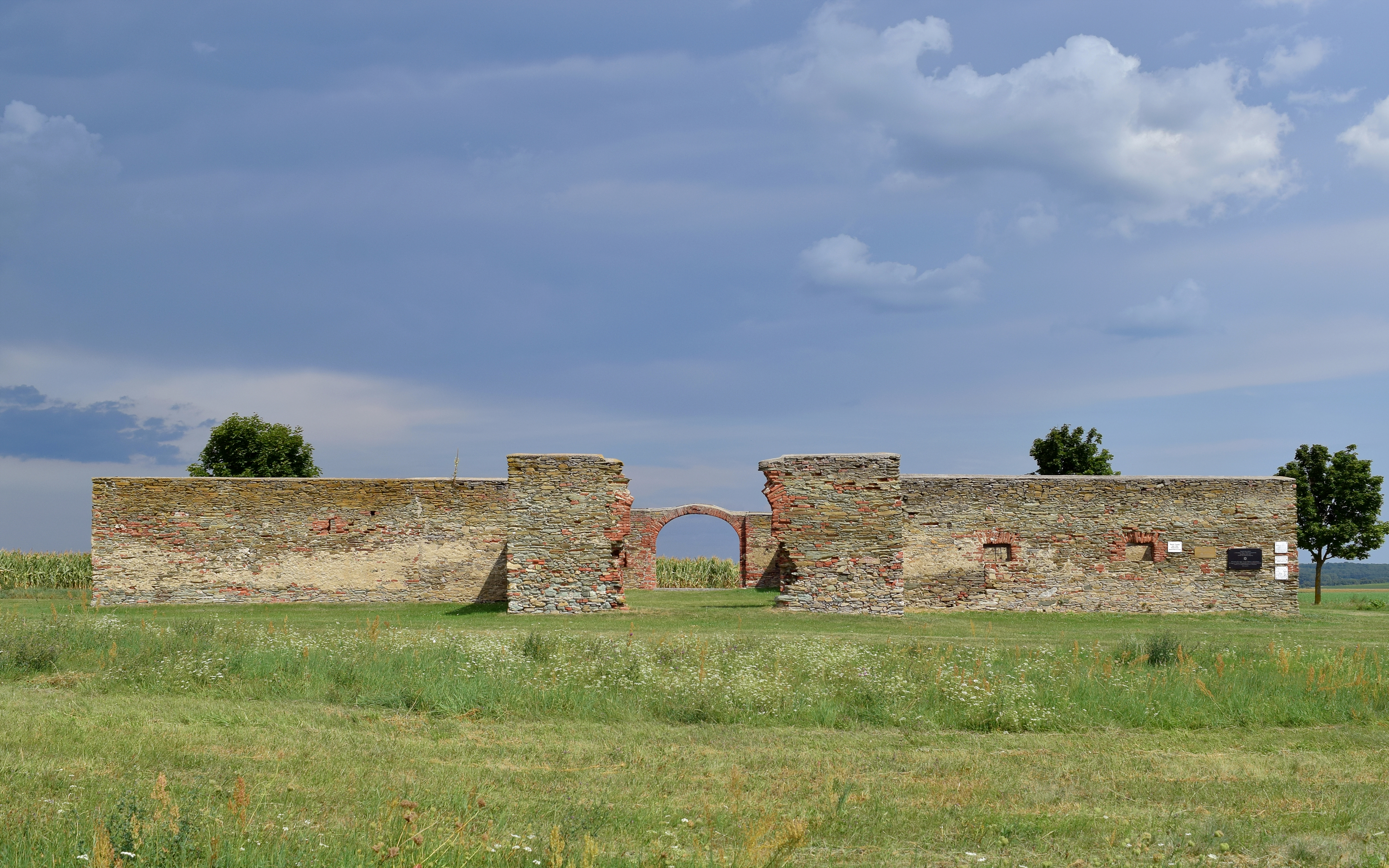
Kreuzstadl in Rechnitz

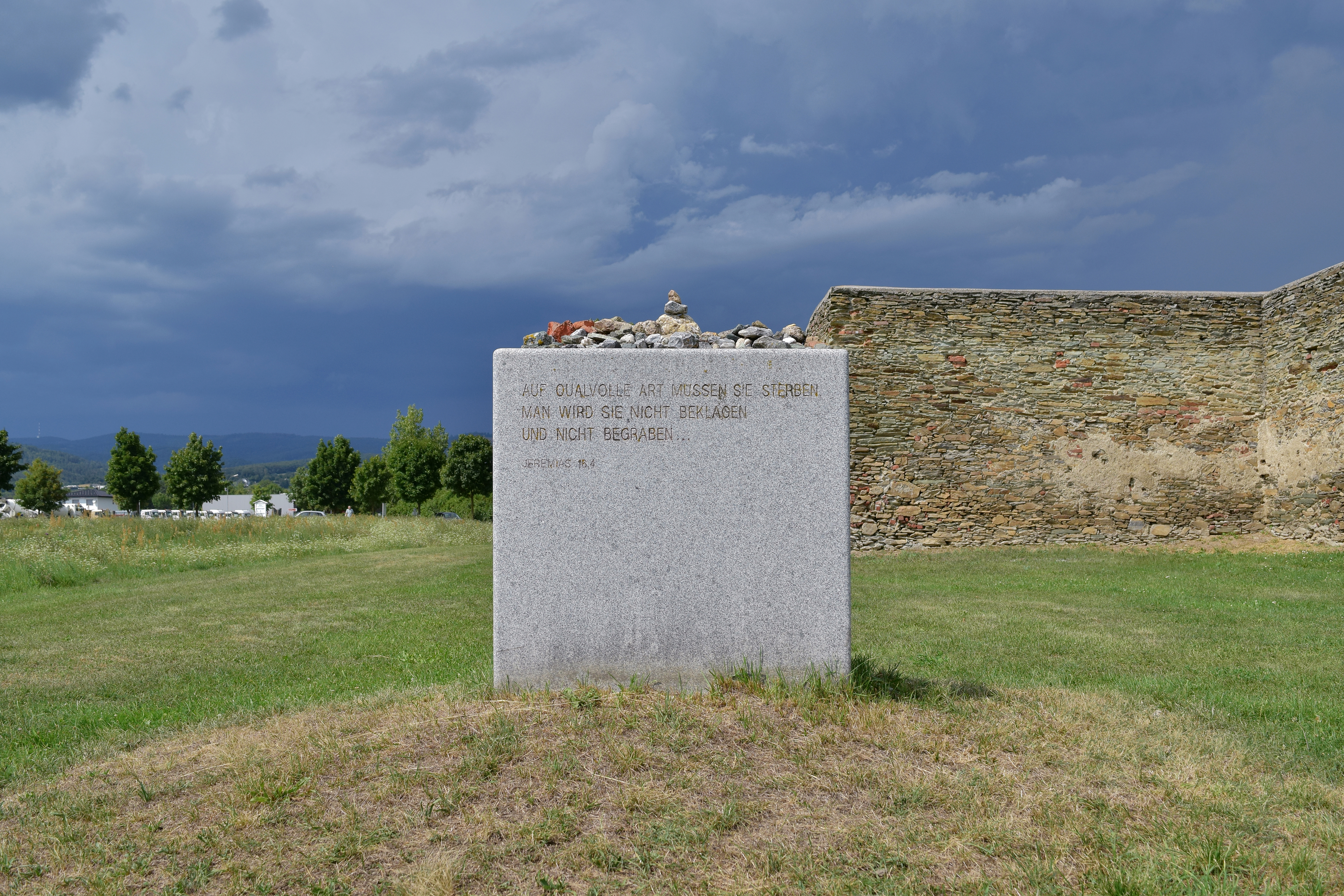
Gedenkstein von Karl Prantl mit Buch Jeremia 16,4

Der Kreuzstadl Rechnitz steht am südlichen Ortsrand in der Marktgemeinde Rechnitz im Bezirk Oberwart im Burgenland. Das ehemalige landwirtschaftliche Gebäude dient als Mahnmal zum Massaker von Rechnitz. Das Gebäude steht unter Denkmalschutz.

## Geschichte
Im Kreuzstadl wurden beim Massaker von Rechnitz in der Nacht vom 24. auf den 25. März 1945 ca. 200 ungarische Juden untergebracht, die bei einem Transport aufgrund ihres schlechten Gesundheitszustands als nicht arbeitsfähig ausgesondert worden waren. Dies erfuhren die NSDAP-Mitglieder, die an diesem Abend im Schloss Batthyány in Rechnitz ein NSDAP-Kameradschaftsfest abhielten. Laut Zeugenaussagen machte sich der NSDAP-Ortsgruppenleiter Franz Podezin gegen Mitternacht mit einer Gruppe Männer auf den Weg zum Kreuzstadl, wo sie ca. 180 Juden ermordeten. Danach setzten sie ihre Feier fort. 18 Juden waren zunächst verschont worden, damit sie die Leichen am nächsten Morgen verscharren konnten. Danach wurden diese als „Zuschauflerkommando“ bekannten Männer ebenfalls ermordet. Das Grab dieser 18 Männer war verhältnismäßig gut dokumentiert und konnte 1969 lokalisiert werden. 1970 wurden die Leichen exhumiert und am jüdischen Friedhof in Graz bestattet. Die Gräber der ca. 180 ersten Opfer konnten trotz mehrerer Suchgrabungen bis heute nicht gefunden werden. 1991 entdeckte der Bildhauer Karl Prantl gemeinsam mit seiner Frau, der Malerin Uta Peyrer den Standort als zugewachsene Ruine. 1992 konnte der Kreuzstadl mittels Spendengeldern, die auf Initiative von Marietta Torberg (Gattin von Friedrich Torberg), dem Bildhauer Karl Prantl und David Axmann gesammelt werden, durch den Verein Symposion Europäischer Bildhauer angekauft und des Weiteren saniert werden. Dazu wurde die Skulptur von Kosso Eloul (Symposion 1960 – erster israelischer Bildhauer nach dem Holocaust) aufgestellt. Kosso Eloul gestaltete 1960 die Skulptur Ewige Flamme in Yad Vashem aus. In einem Festakt 1993 wurde das gesamte Areal an die Israelitische Kultusgemeinde Wien als Mahnmal übergeben.

## Architektur
Der Stadl wird wegen seines kreuzförmigen Grundrisses als Kreuzstadl bezeichnet. Am östlichen und westlichen Ende war ursprünglich eine Toreinfahrt vorhanden, die es ermöglichte, mit Erntewagen in das Gebäude hinein und, nach dem Abladen, in Fahrtrichtung wieder hinaus zu fahren. Auf der Ostseite ist der gemauerte Torbogen der ehemaligen Einfahrt noch erhalten. Am Süd- und Nordende befanden sich kleinere Eingangstüren die heute jedoch vermauert sind. Ansonsten verfügte das Gebäude über kleine Fensteröffnungen mit Gewänden aus Holz und Eisengittern, die teilweise ebenfalls noch vorhanden sind. Das Mauerwerk besteht überwiegend aus Bruchstein, im Bereich der Ecken und der ehemaligen Einfahrtstore wurden auch Ziegelstein verwendet.